# Auro Fernández
Auro Fernández (* Portoviejo, Ecuador, 7 de mayo de 1993) es un futbolista ecuatoriano que juega de portero en Liga de Portoviejo de la Serie B de Ecuador.

## Trayectoria
Auro inició su carrera como futbolista en las divisiones inferiores del Liga de Portoviejo, debutó en Malecón en el 2011.

## Selección nacional

### Categorías inferiores

#### Participaciones en Sudamericanos
| Campeonato                  | Sede      | Resultado   | Partidos | Goles |
| --------------------------- | --------- | ----------- | -------- | ----- |
| Sudamericano Sub-20 de 2013 | Argentina | Sexto lugar | 2        | 0     |

## Clubes
| Club                     | País    | Año           |
| ------------------------ | ------- | ------------- |
| Manta FC                 | Ecuador | 2010 - 2011   |
| Malecón (Cédido)         | Ecuador | 2011          |
| Manta FC                 | Ecuador | 2011 - 2012   |
| Liga de Portoviejo       | Ecuador | 2013          |
| Colón FC (Cédido)        | Ecuador | 2014          |
| Liga de Portoviejo       | Ecuador | 2014          |
| Deportivo Colón (Cédido) | Ecuador | 2015          |
| Liga de Portoviejo       | Ecuador | 2015-presente |